# Lobosceliana brevicornis
Lobosceliana brevicornis är en insektsart som först beskrevs av Bolívar, I. 1915.  Lobosceliana brevicornis ingår i släktet Lobosceliana och familjen Pamphagidae. Inga underarter finns listade i Catalogue of Life.